# Adolf Hallgren
Adolf Hallgren, född 25 oktober 1855 i Grödinge socken, död 19 december 1930 i Granby villa, Sigtuna, var en svensk publicist.
Hallgren var redaktör för Norrlandsposten 1883–1890, för Stockholmstidningens politiska avdelning 1891–1906 och dess chefredaktör 1902–1904. Hallgren var 1908–1928 ombudsman, sekreterare och skattmästare i Svenska publicisternas pensionskassa, 1908–1910 ledamot av kommittén för revision av lotteriförordningen och 1909–1912 av kommittén för revisons av tryckfrihetsförordningen samt 1912–1922 sekreterare i Svenska tidingsutgivareföreningen.